# Aurebesh

Caratteri aurebesh e relativa pronuncia con l'alfabeto latino.

L'aurebesh è un alfabeto artificiale creato e incluso nell'universo fantascientifico di Guerre stellari. Era usato per rappresentare graficamente il linguaggio Basic Galattico. Il nome deriva dalla combinazione delle due prime lettere, Aurek e Besh, analogamente a quanto avviene con la parola "alfabeto" che combina le due lettere Alfa e Beta.
Il simbolo per il credito era il resh (la R di Repubblica).

## Descrizione
L'aurebesh usava consonanti, vocali, digrafi e punteggiatura. Le parole erano separate da spazi.
L'aurebesh si scriveva solitamente da sinistra a destra o dall'alto al basso, tuttavia si potevano notare scritti anche invertiti a specchio.
I numeri sono sempre rappresentati secondo il sistema arabo.

### Evoluzione

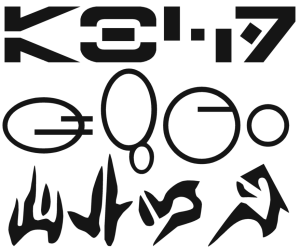
Le lettere ABCD nelle lingue Aurebesh, Naboo ed Huttese

Le origini dell'alfabeto e il momento della sua implementazione non sono conosciuti. Esisteva probabilmente molto prima della Guerra Civile Jedi e veniva usato comunemente anche dopo la caduta dell'Impero.
La scrittura in aurebesh che compare nella trilogia originale dei film è completamente casuale e si pensa che non fosse prevista alcuna creazione di un alfabeto reale. L'assegnamento delle lettere ad alcuni significati della lingua inglese venne iniziato da parte di alcuni scrittori della West End Games per Star Wars: The Roleplaying Game.
Questo aurebesh originale è occasionalmente usato in giochi come Star Wars Monopoly. Siccome le lettere viste nella trilogia originale sono casuali, l'assegnamento secondo il codice stabilito da West End Games produce un risultato senza senso.
Nella trilogia nuova e nella edizione speciale della vecchia, le iscrizioni usano la mappatura di West End Games, e possono essere tradotte in Inglese.

## Aurebesh e alfabeto latino
La parola "aurebesh" è simile alla parola Alfabeto, che è derivata dalle prime due lettere dell'alfabeto greco (Alfa e Beta).
Sembra che la Galassia usasse anche l'alfabeto latino oltre all'aurebesh (che è una traslitterazione dall'inglese): vi sono occorrenze di alfabeto latino in diverse iscrizioni, come per il codice Jedi e per degli emblemi; si potrebbe pensare che l'uso dell'alfabeto latino nei lavori di Guerre stellari sia dovuto alla maggiore comodità, ma alcune fonti mostrano l'uso contemporaneo di entrambi gli alfabeti.

## Apparizioni

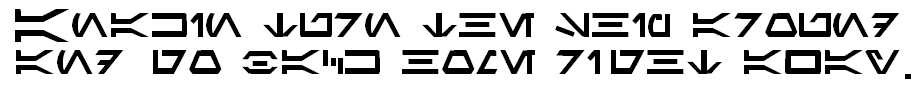
Anakin, gira indietro la nave e torna dritto a casa.

- In Star Wars Episodio I - La minaccia fantasma, R2-D2 manda un messaggio su uno schermo ad Anakin Skywalker che riporta "Anakin, turn the ship around and go back home right away" ("Anakin gira indietro la nave e torna dritto a casa.").
- Nella versione del 2004 di Una nuova speranza, le parole scritte quando Obi-Wan Kenobi disattiva il raggio traente sulla Morte Nera, scritte originalmente in alfabeto latino, sono state rimpiazzate con l'aurebesh. Questa è l'unica presenza di lettere latine in chiaro nei film (anche se alcuni fan hanno osservato che un ago del droide IT-0 riporta la scritta "BRITISH MADE").
- In Guerre stellari - Il ritorno dello Jedi, caratteri aurebesh si possono vedere sui monitor della Morte Nera II. Queste iscrizioni sono casuali.
- In alcuni casi, come in Star Wars: Jedi Knight: Mysteries of the Sith, le iscrizioni appaiono invertite a specchio. Non si sa se sia intenzionale oppure un errore.
- Il menu principale di Star Wars: Jedi Knight: Dark Forces II contiene scritte in aurebesh.
- Nel menù della versione PC di Star Wars: Jedi Knight: Jedi Academy le scritte in aurebesh si spostano dall'alto verso il basso. Sono traducibili in inglese.
- In Star Wars Episodio II - L'attacco dei cloni, vi sono iscrizioni aurebesh sui muri dei grattacieli di Coruscant nella scena in cui Jango Fett vola via dopo aver ucciso Zam Wesell. Una delle scritte si traduce in "Warren".
- nel cartone animato Code Lyoko, alla fine della sigla dove appare il nome dell'episodio si può notare che nell'angolo in basso  a sinistra vicino ai simboli, appaiono alcune lettere dell'aurabesh, precisamente: A, C, H, O, T.
- nel videogame Disney Infinity
- nel videogame Star Wars Battlefront 2